# Biemba Company
La Biemba Company était l'une Compagnies européennes fondées au XVIIe siècle par les Anglais sur la côte de l'Or, le long du littoral du Ghana. Ce fut, avec la Guinea Company, l'une des premières sociétés anglaises s'adonnant à la traite négrière, à partir de la fin des années 1640.
Elle s'appelait en anglais « Company of adventurers of London to Gynney and Binney »  (Bienmba étant une déformation de Binney) et fut fondée en 1618, puis vécut des difficultés en 1625. Il est probable qu'elle ne faisait qu'un avec la Guinea Company, ou prit son relais. L'expression Guinney and Binney évoque la Guinée et le Bénin, deux régions qui devinrent  plus tard des centres de traite négrière.
En novembre 1646, le capitaine John Lad arriva sur le navire Our Lady, pour le compte de marchands privés anglais. Ce fut l'un des premiers négriers anglais reconnus, en embarquant une cargaison de 100 esclaves à Winneba en janvier 1647. Le premier site de la Biemba Companny était en 1648 le fort de Kormantin, d'où ils prirent la place de la Guinea Company, menés par le capitaine John Lad.
Ils s'installèrent ensuite sur le site du Fort de Cape Coast. En 1650, la Biemba Company a acquis un nouveau fort sur le site actuel d'Accra, qu'elle abandonna trois ans après, pour une raison inconnue. En 1657, le fort de Kormantin est repris par la Compagnie anglaise des Indes orientales. 
En 1661, à la restauration britannique, le relais est pris par Compagnie des aventuriers d'Afrique créée par le roi Charles II, qui augmente considérablement le nombre de forts anglais dans différentes zones d'Afrique, y compris la Gambie et qui sera remplacée en 1672 par la Royal African Company.

## Sources et bibliographie
- Patrick Puy-Denis, Le Ghana sur Google Livres

En anglais :
- (en) Magnus Huber, U0NFweXVDOgC sur Google Livres, p. 32
- (en) R. Porter, The Crispe Family and the African Trade in the Seventeenth Century
- (en) The Journal of African History, Cambridge University Press, 1968
- (en) William Roger Louis, Alaine M. Low, Nicholas P. Canny, Peter James Marshall, Andrew N. Porter, Judith Margaret, The Oxford History of the British Empire
- (en) Christine Daniels, Michael V. Kennedy Negotiated Empires: Centers and Peripheries in the Americas, 1500-1820
- (en) www.parliament.uk